# Tsofar
Tsofar (en hebreo: צוֹפָר‎) es un moshav ubicado en el distrito Sur de Israel. Situado en el valle de Aravá alrededor de 130 km al norte de Eilat, recae bajo la jurisdicción del concejo regional de Aravá Central. En 2023 tenía una población de 855 habitantes.

## Etimología
Tsofar toma su nombre del arroyo Tsofar, cercano al moshav. El moshav también lleva el nombre de Zofar, uno de los amigos de Job. En el Aravá también hay localidades cercanas con los nombres de los otros dos amigos: Elifaz y Blidad (desde 2001 llamado Tsukim).

## Historia
La zona ha estado habitada desde la época de los nabateos. El lugar contaba con un caravasar para los transeúntes y también se desarrolló la agricultura local.
El asentamiento fue fundado como un asentamiento del Nájal en 1968, donde actualmente se encuentra Bildad Camp. En 1975, los residentes de la ciudad y los moshavniks nativos lo establecieron como un moshav y lo reubicaron varios kilómetros al norte para llegar a su ubicación actual.
Después del Tratado de paz israelí-jordano, Israel transfirió una porción de la tierra de Tsofar al control jordano, conocida como Al Ghamr, pero Israel arrendó la tierra para que los trabajadores israelíes del moshav pudieran continuar cultivándola. El arrendamiento renovable de 25 años terminaría en 2019. El gobierno jordano anunció su intención de poner fin al contrato de arrendamiento. El tratado otorga a Jordania el derecho de hacerlo solo con una condición: que se dé un aviso previo de un año, que coincidió con el anuncio en octubre de 2018.
En octubre de 2019, funcionarios israelíes dijeron que el rey Abdullah II de Jordania acordó que los agricultores israelíes pueden continuar trabajando sus cultivos en el enclave de Al Ghamr por otra temporada. Jordania negó tal afirmación y dijo que la decisión de tomar la tierra era "final y definitiva".

## Economía

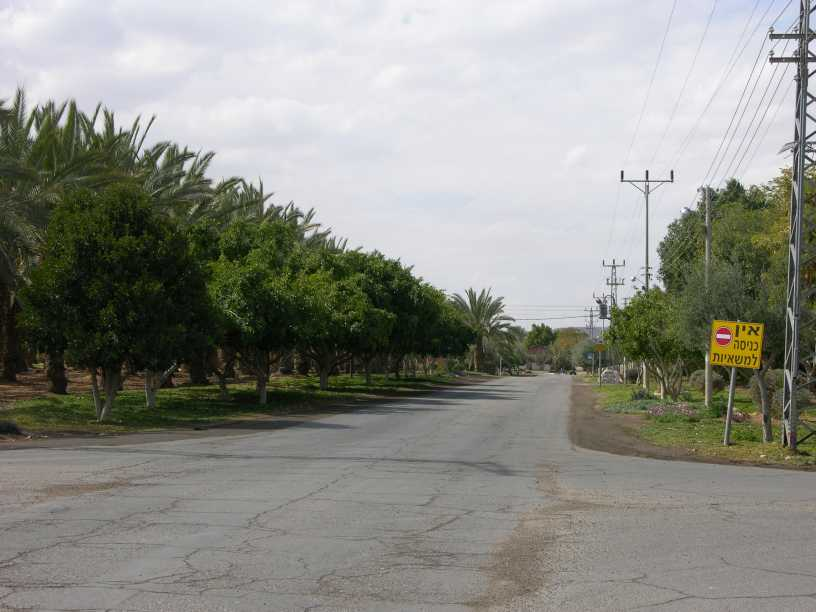
Arboleda de Tsofar.

La agricultura de invierno es la principal industria del moshav. El producto se destina principalmente a la exportación, mientras que una parte se vende localmente. Las verduras cultivadas en el moshav incluyen melones, pimientos y tomates.
Se ha hecho un intento de criar langostas en estanques artificiales.
Se han construido corrales para ganado para que sirvan como lugar de espera para el ganado que se importa a Israel.
El moshav también contiene un bosque de palmeras propiedad conjunta de todos los habitantes.
Una fuente secundaria de ingresos es el turismo, basado en la proximidad de Tsofar a la antigua ruta de las especias nabateas y la antigua ciudad nabatea de Moa.